# 法属上沃尔特
上沃尔特（法语：Haute-Volta）是法属西非的组成殖民地，成立于1919年3月1日，其殖民地领土曾包括上塞内加尔和法属尼日尔以及科特迪瓦的一部分。而此殖民地于1932年9月5日被废除，其部分地区由科特迪瓦、法属苏丹和法属尼日尔分割管理。
二战结束后，1947年9月4日，该殖民地作为新的法兰西联盟的一员恢复了1932年前的领土规划。1958年12月11日，成为法兰西联盟内的自治共和国，两年后即1960年8月5日，上沃尔特共和国获得独立。1984年8月4日，更名为布基纳法索。

## 名称

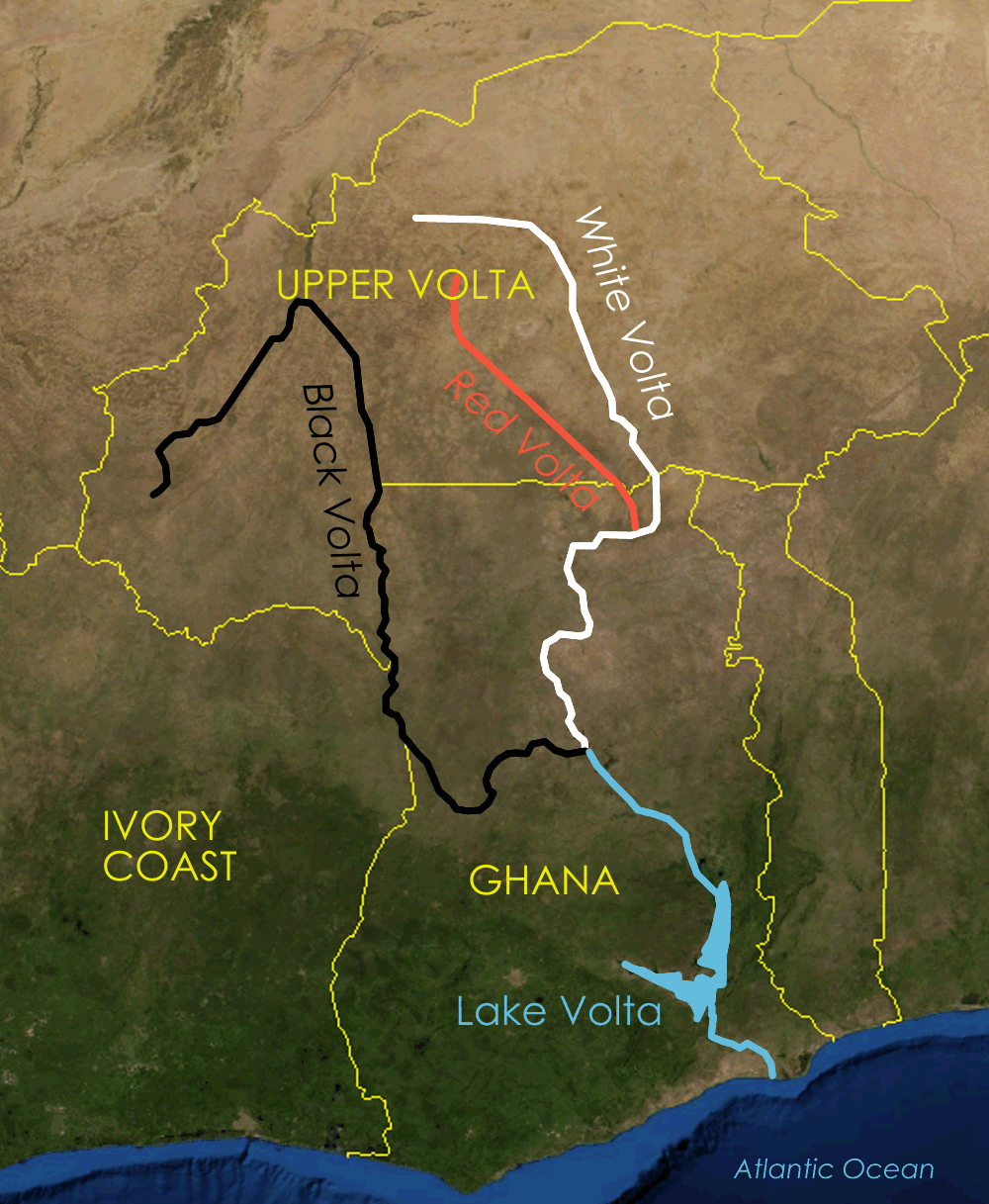
上沃尔特得名于贯穿其境内的三条河流：黑沃尔特河（穆翁河）、白沃尔特河（纳卡姆贝河）和红沃尔特河（那日农河）的上游部分

上沃尔特这个名字源自沃尔特河的上游；这条河被分为三部分，分别称为黑沃尔特河、白沃尔特河和红沃尔特河。

## 历史
法国殖民者1896年入侵并殖民此地，当地的莫西人对法国殖民者进攻的抵抗随着首都瓦加杜古沦陷而结束。1919年，上塞内加尔与尼日尔南部的一些地区被合并成一新殖民地，称之为上沃尔特。1932年，上沃尔特殖民地被拆分，以节省殖民开支；二战结束后，莫西人对法国施加压力以要求获得独立，1947年9月4日，上沃尔特再次重建成为法属西非组成殖民地，并拥有自治。
1956年7月23日通过《基本法》（Loi Cadre）并开始对法国海外领土的管理方式政策进行重组。法国国民议会于1957年初批准了重组政策，确保了各个海外领土拥有高度自治。1958年12月11日，上沃尔特成为法兰西联盟中一个自治共和国。
上沃尔特于1960年8月5日实现独立。第一任总统莫里斯·亚梅奥果是沃尔特民主联盟党魁。1960年的上沃尔特宪法规定，总统和国民议会由普选产生，任期五年；然而，亚梅奥果上台后不久就禁止了除执政党以外的所有政党实行独裁统治。